# Tish Cyrus
Leticia Jean Cyrus-Purcell (Nashville, Tennessee; 13 de mayo de 1967), más conocida como Tish, es una productora y actriz estadounidense. Fue la esposa del actor y cantante de country Billy Ray Cyrus y es madre de los músicos, Trace Cyrus, Miley Cyrus y Noah Cyrus.

## Vida personal

### Matrimonios y descendencia
En 1987, a los 19 años de edad, se quedó embarazada de un baterista de Ashland, Kentucky llamado Baxter Neal Helson, con el que posteriormente se casaría. Dio a luz a su primera hija, Brandi, ese mismo año. Dos años después, en 1989, nació su hijo Trace. La pareja se divorció poco después.
Conoció a Billy Ray Cyrus en el rodaje del videoclip Achy Breaky Heart, donde se la puede ver como una de las bailarinas. El 23 de noviembre de 1992, nació su hija Destiny Hope Cyrus, quien más tarde se cambiaría el nombre a Miley Ray. Trece meses después de que Miley naciera, Billy y Tish se casaron el 28 de diciembre de 1993 en una boda secreta en la que se trajo a Brandi y Trace a vivir con el matrimonio. Después dio a luz a dos hijos más, Noah (2000) y Braison.
En 2022, luego de 29 años de matrimonio, se divorcia de Billy Ray y comienza una relación con el actor de Prison Break, Dominic Purcell. Se casaron en una ceremonia íntima en agosto de 2023.

## Carrera
En 2001 debuta como actriz haciendo un breve papel sin acreditar en la serie de su esposo Doc.
Debutó como productora ejecutiva en 2010 en la película protagonizada por su hija Miley, La última canción. A partir de ese año produce todas las películas en que aparece su hija: LOL, Peligrosamente infiltrada. Y en algunas series de televisión: Sunday Sessions, Brandiville y Take 2.Desde 2013 hasta 2014 protagonizó el programa de televisión Truly Tish.

## Filmografía
Productora
- 2010: La última canción[2]
- 2010: Miley Cyrus: Live at the O2 (Documental)
- 2012: LOL
- 2012: Peligrosamente infiltrada